# Mellan-Vantjärnen
Mellan-Vantjärnen är en sjö i Vansbro kommun i Dalarna och ingår i Dalälvens huvudavrinningsområde. Sjön har en area på 0,0421 kvadratkilometer och ligger 246,4 meter över havet.

## Delavrinningsområde
Mellan-Vantjärnen ingår i det delavrinningsområde (671207-141329) som SMHI kallar för Mynnar i Västerdalälvens vattendragsyta. Medelhöjden är 255 meter över havet och ytan är 17,58 kvadratkilometer. Räknas de 212 avrinningsområdena uppströms in blir den ackumulerade arean 2 385,14 kvadratkilometer. Vanån som avvattnar avrinningsområdet har biflödesordning 3, vilket innebär att vattnet flödar genom totalt 3 vattendrag innan det når havet efter 317 kilometer. Avrinningsområdet består mestadels av skog (45 procent) och sankmarker (27 procent). Avrinningsområdet har 1,15 kvadratkilometer vattenytor vilket ger det en sjöprocent på 6,5 procent. Bebyggelsen i området täcker en yta av 2,4 kvadratkilometer eller 14 procent av avrinningsområdet.